# Тай Фіфф
Тайрон «Тай» Фіфф (також відомий як Sugarless) — американський хіп-хоп-продюсер, засновник компанії Tybu Productions. Народився у Квінзі, Нью-Йорк.
На запрошення Тедді Райлі переїхав до Вірджинія-Біч і приєднався до його команди. Першою серйозною роботою стала пісня Wreckx-n-Effect «Rump Shaker», спродюсована разом з Райлі.
Тайрон відомий своїм похмурим, грубим нью-йоркським хіп-хоповим звучанням. На його продакшн читали реп: 50 Cent, Irv Gotti, Ja Rule, Bone Thugs-n-Harmony, Slick Rick, Blackstreet, Royce da 5'9", Styles P, Rakim, Баста Раймс, Jay-Z та ін.